# 4434 Нікулін
4434 Нікулін (4434 Nikulin) — астероїд головного поясу, відкритий 8 вересня 1981 року.
Тіссеранів параметр щодо Юпітера — 3,483.